# Verwaltungsgliederung Naurus
Dieser Artikel bietet einen Überblick über die administrative Aufteilung des Staatsgebietes des Inselstaates Nauru.

## Distrikte in Nauru
Der Staat Nauru ist in 14 Distrikte unterteilt. Bei jedem Distrikt ist neben Fläche und Bevölkerung auch die Anzahl der historischen Dörfer angegeben, die heute z. T. unbewohnt oder zerstört sind.
| Nr. | Distrikt   | Alter Name | Fläche (ha) | Bevölkerung (2021) | Dörfer |
| --- | ---------- | ---------- | ----------- | ------------------ | ------ |
| 1   | Aiwo       | Aiue       | 100         | 1.258              | 8      |
| 2   | Anabar     | Anabar     | 143         | 565                | 15     |
| 3   | Anetan     | Añetañ     | 100         | 795                | 12     |
| 4   | Anibare    | Anybody    | 314         | 373                | 17     |
| 5   | Baiti      | Beidi      | 123         | 523                | 15     |
| 6   | Boe        | Boi        | 66          | 845                | 4      |
| 7   | Buada      | Buada      | 266         | 969                | 14     |
| 8   | Denigomodu | Denikomotu | 118         | 1.8741             | 17     |
| 9   | Ewa        | Eoa        | 117         | 537                | 12     |
| 10  | Ijuw       | Ijub       | 112         | 276                | 13     |
| 11  | Meneng     | Meneñ      | 288         | 1.797              | 18     |
| 12  | Nibok      | Ennibeck   | 136         | 724                | 11     |
| 13  | Uaboe      | Ueboi      | 97          | 341                | 6      |
| 14  | Yaren      | Moqua      | 150         | 803                | 7      |
|     | Nauru      | Naoero     | 2.130       | 11.680             | 169    |

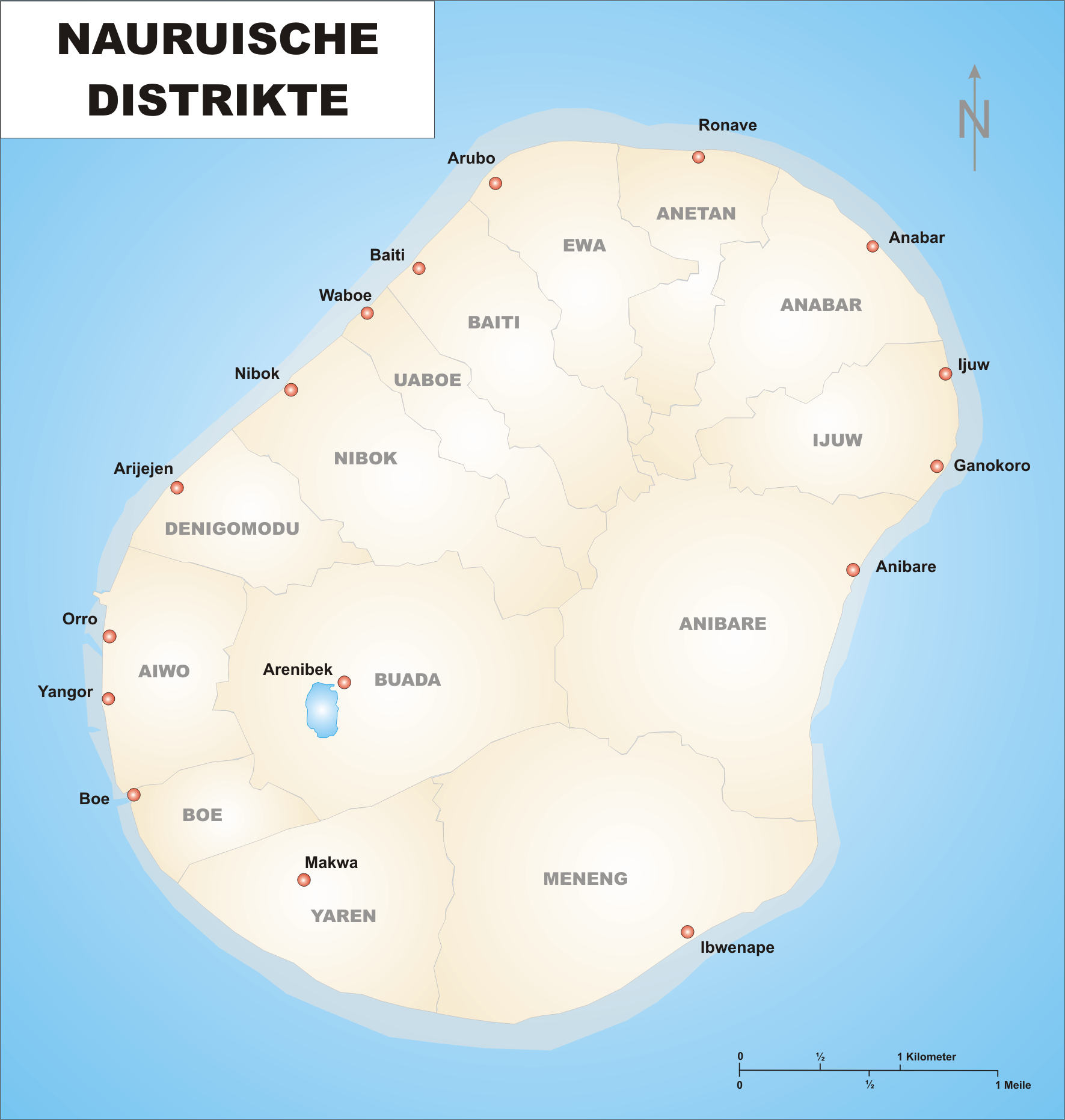
Die nauruischen Distrikte

1 darin enthalten sind die Bewohner der vom Zensus als Location bezeichneten Unterkünfte der ausländischen Phosphatminenarbeiter
Die Distrikte spielen keine große Rolle. Die Grenzen sind die ehemaligen Grenzen der früheren Gaue, welche bis 1968 jeweils aus einigen Dörfern bestanden; diese setzten sich wiederum aus Grundstücken, welche im Besitz von Familien waren und heute noch sind, zusammen. Mit der Unabhängigkeit Naurus wurden die Gaue zu den heutigen Distrikten.

Yaren als so genannter Main District und Aiwo sind auch international gesehen die zwei wichtigsten Distrikte, da sich hier die Regierungsgebäude und die wichtigste Industrie befinden sowie die meisten Einwohner leben.

## Wahlkreise in Nauru

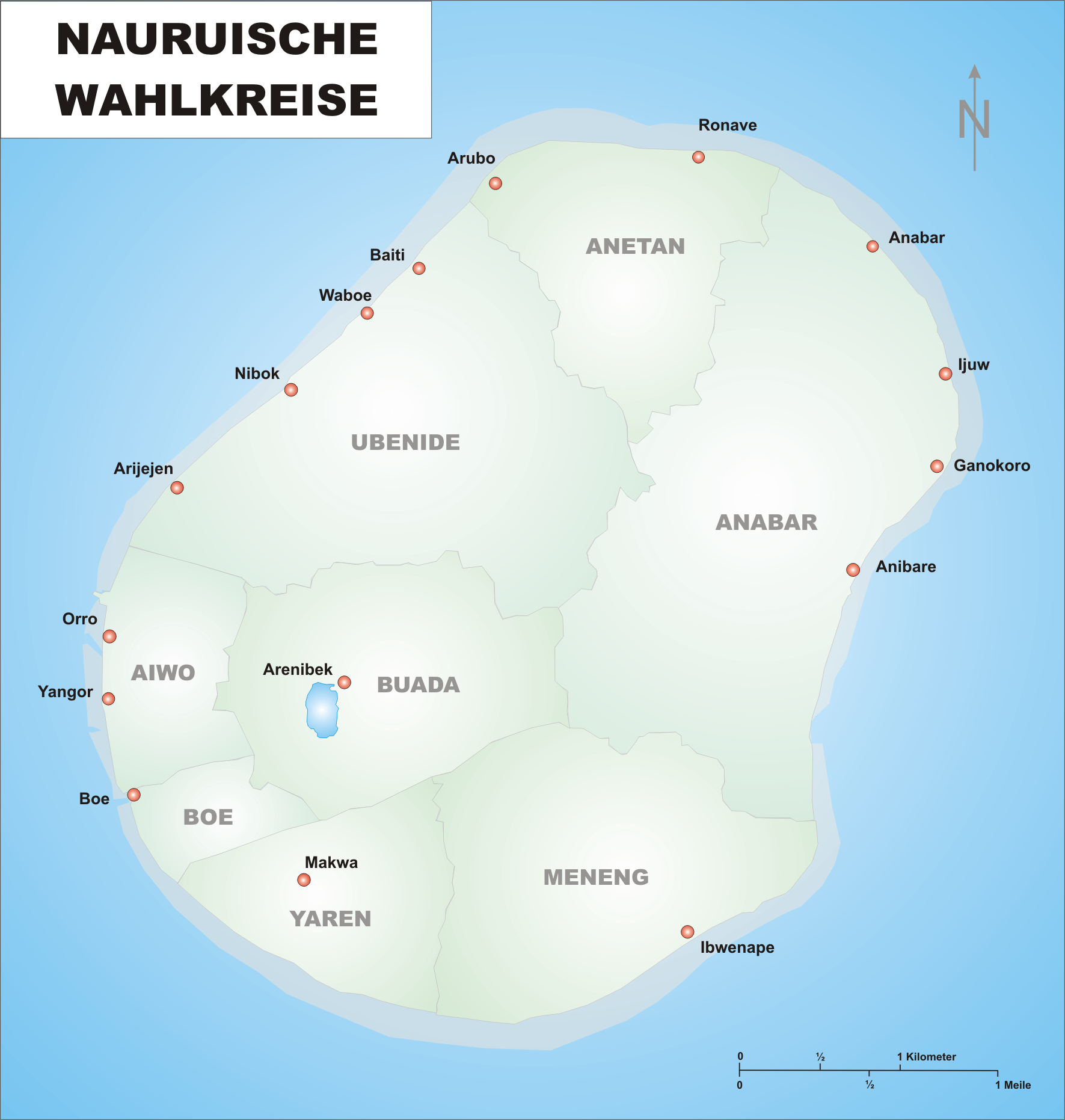
Die nauruischen Wahlkreise

Für das Nauruische Parlament ist Nauru in acht Wahlkreise eingeteilt:
- Aiwo (Distrikt Aiwo)
- Anabar (Distrikte Anabar, Anibare, Ijuw)
- Anetan (Distrikte Anetan, Ewa)
- Boe (Distrikt Boe)
- Buada (Distrikt Buada)
- Meneng (Distrikt Meneng)
- Ubenide (Distrikte Baiti, Denigomodu, Nibok, Uaboe)
- Yaren (Distrikt Yaren)

Parlamentswahlen finden in Nauru in der Regel alle drei Jahre statt. Wahlberechtigt sind alle Nauruer, welche am Wahltag 20 Jahre oder älter sind. Jeder Wahlkreis entsendet die jeweiligen beiden am häufigsten gewählten Kandidaten. Der Wahlkreis Ubenide beansprucht aufgrund des Wähleranteils vier Sitze und entsendet die vier am häufigsten gewählten Kandidaten.